# Rineloricaria steindachneri
Rineloricaria steindachneri är en fiskart som först beskrevs av Regan, 1904.  Rineloricaria steindachneri ingår i släktet Rineloricaria och familjen Loricariidae. Inga underarter finns listade i Catalogue of Life.